# Цифрова репатріація
Цифрова репатріація — це повернення елементів культурної спадщини у цифровій формі до спільнот, з яких вони походять. Термін походить зі сфери антропології, і зазвичай означає створення цифрових фотографій етнографічного матеріалу, які потім надаються у доступ членам культури, з якої він походить.
Особливо активними у створенні бікультурного співкурування цифрового матеріалу є Національний музей американських індіанців (США) та Музей Нової Зеландії Те-Папа-Тонгарева.